# Gynoplistia anthracina
Gynoplistia anthracina là một loài ruồi trong họ Limoniidae. Chúng phân bố ở miền Australasia.